# 杉本怜
杉本 怜（すぎもと れい、1991年11月13日 - ）は、日本のスポーツクライマー。兵庫県出身。北海道札幌西高等学校、早稲田大学先進理工学部応用物理学科卒業。

## 主な戦績

### 国内大会
ボルダリング
- 2015年（第10回）ボルダリング・ジャパンカップ 1位

リード
- JOCジュニアオリンピックカップ
  - 2005年（第8回）ユースB：1位
  - 2007年（第10回）ユースA：1位
- JFAユース選手権
  - 2007年　ユースA：1位
  - 2008年　ユースA：1位
  - 2009年　ジュニア：1位

### アジア大会・世界大会
| 開催年月   | 大会名                                  | 競技種目 | 競技種目     | 競技種目 | 競技種目 |
| 開催年月   | 大会名                                  | リード   | ボルダリング | スピード | 複合     |
| ---------- | --------------------------------------- | -------- | ------------ | -------- | -------- |
| 2006年8月  | 世界ユース選手権（ユースB）             | 13位     |              |          |          |
| 2008年8月  | 世界ユース選手権（ユースA）             | 12位     |              |          |          |
| 2009年6月  | 世界選手権 中国：青海                   |          | 23位         |          |          |
| 2009年8月  | 世界ユース選手権（ジュニア）            | 14位     |              |          |          |
| 2010年9月  | 世界ユース選手権（ジュニア）            | 18位     |              |          |          |
| 2012年9月  | 世界選手権 フランス：パリ               |          | 6位          |          |          |
| 2014年8月  | 世界選手権 ドイツ：ミュンヘン           |          | 18位         |          |          |
| 2015年11月 | アジア選手権                            |          | 3位          | 29位     |          |
| 2018年9月  | 世界選手権 オーストリア：インスブルック | 73位     | 27位         | 47位     |          |
| 2018年11月 | アジア選手権                            | 9位      | 5位          | 29位     | 2位      |
| 2019年8月  | 世界選手権 日本：八王子                 |          | 7位          |          |          |
| 2019年12月 | 東京五輪予選                            |          |              |          | 16位     |

### ワールドカップ
ボルダリング
- 2011年　ベイル 4位
- 2012年　ヴィエナ 4位、ベイル 6位、ミュンヘン 5位
- 2013年　ミヨー 7位、トロント 4位、ミュンヘン 1位
- 2014年　グリンデルヴァルト 4位、ベイル 8位、ミュンヘン 8位
- 2017年　マイリンゲン 4位、南京 6位、ナビムンバイ 2位[8]
- 2018年 - 年間総合3位 [9][10]
  - マイリンゲン 8位[11]、泰安 4位、八王子 3位、ベイル 1位[12][13]、ミュンヘン 8位
- 2019年　マイリンゲン 3位[14]、重慶 7位、呉江 7位